# 李详 (民国)
李详（1858年—1931年），字审言，中年又字愧生，晚号辉叟，江苏兴化人，是清末民初闻名遐尔的子部杂家、选学大师，也是著名的目录学家、藏书家，扬州学派后期代表人物。国学大师。兴化状元宰相李春芳八世孙。工诗文考证，著作丰富，著有陶斋藏石记释文《枫园艺友录》、《文心雕龍補注》，有《李审言文集》行世。